# شوکو اویاما
 شوکو اویاما (انگلیسی: Shuko Aoyama؛ زادهٔ ۱۹ دسامبر ۱۹۸۷) یک تنیس‌باز اهل ژاپن است.